# Georges Ohnet
Georges Ohnet, noto anche con lo pseudonimo di Georges Hénot (Parigi, 3 aprile 1848 – Parigi, 5 maggio 1918), è stato un letterato e scrittore francese di testi popolari.

## Biografia

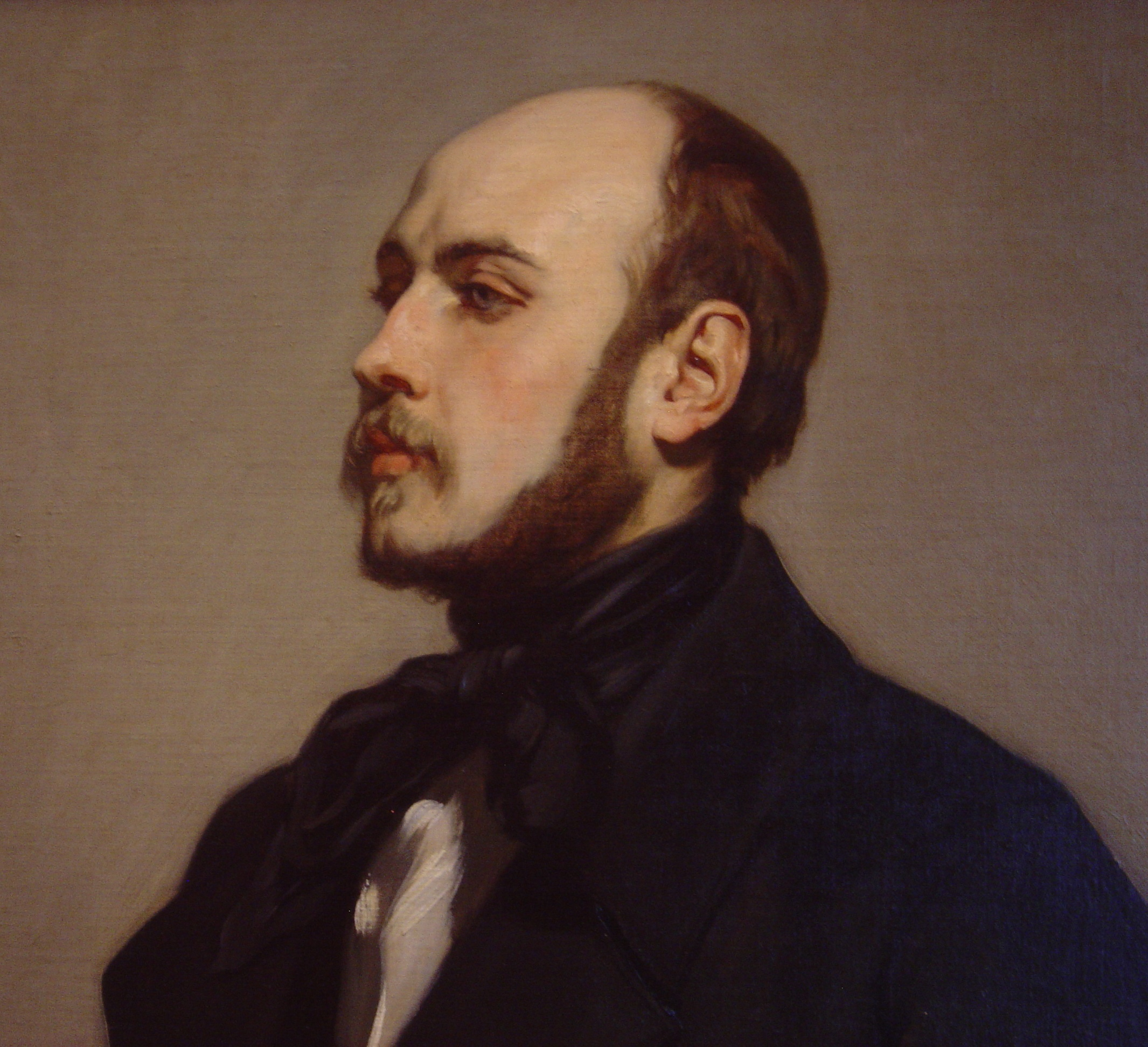
Particolare del ritratto dell'architetto Léon Ohnet, realizzato da Thomas Couture intorno al 1841.

Figlio della ricca borghesia parigina, suo padre era l'architetto Léon Ohnet, un imprenditore arricchitosi grazie ai lavori urbanistici del Barone Haussmann, mentre sua madre, Claire Blanche, era figlia del noto psichiatra Esprit Sylvestre Blanche. Seguì i corsi d'istruzione del Collège Sainte-Barbe e del Lycée Henri-IV. Dopo la guerra franco-prussiana (1871) lasciò la carriera forense per debuttare nel giornalismo, diventando redattore prima del Pays e poi del Constitutionnel, ma con scarso successo. In collaborazione con l'ingegnere e drammaturgo Louis Denayrouze produsse l'opera teatrale Regina Sarpi (1875), seguita da Marthe (1877), entrambe fallimentari.
Ormai noto al mondo letterario parigino, a partire dagli anni ottanta del XIX secolo scrisse una lunga sequela di romanzi pubblicati su giornali e riviste come Le Figaro, L'Illustration, Revue des Deux Mondes ecc., tutti riuniti nel ciclo Les batailles de la vie (Le battaglie della vita, titolo scelto a sottolineare la corrispondenza alla realtà delle appassionate vicende sentimentali che li contraddistinguono): vi sono compresi Sergio Panine (1881, drammatizzato lo stesso anno e consacrato dall'Académie française), Il padrone delle ferriere (1882, drammatizzato nel 1883), La contessa Sara (1883, drammatizzato nel 1887), Lisa Fleuron (1884), La grande marniera (1885, drammatizzato nel 1888), Le signore di Croix-Mort (1886), Volontà (1888), Ultimo amore (1889, drammatizzato nel 1894), Il dottor Rameau (1889), Il curato di Favières (1891), Debito d'odio (1891), Il re di Parigi (1898), In fondo al baratro (1899), L'affarista (1901). Sono titoli che ebbero vasta diffusione di pubblico all'epoca (superiore perfino alle opere di Émile Zola e di Alphonse Daudet) e anche una discreta quantità di riduzioni per il teatro di ottima riuscita: Il padrone delle ferriere, ad esempio, adattato per il teatro nel 1883, rimase in scena al Théâtre du Gymnase per un intero anno con oltre 271 repliche.

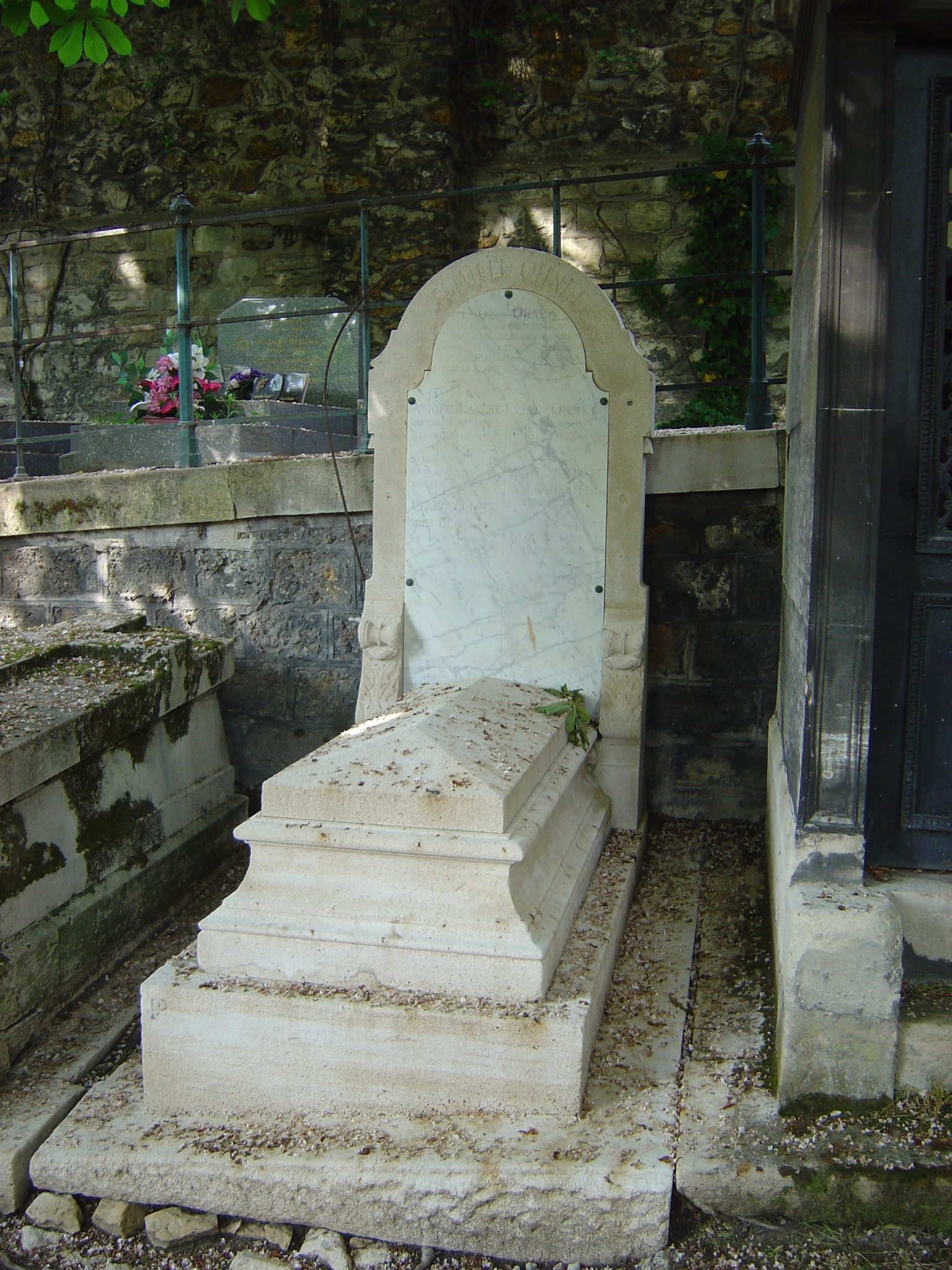
Tomba della famiglia Ohnet al cimitero di Montmartre, in cui sono sepolti anche Georges Ohnet e la moglie Jeanne Marie Marguerite Schaeffer.

Il successo popolare gli guadagnò l'attribuzione del titolo di cavaliere della Legion d'onore l'11 luglio 1885 e le decorazioni gli furono consegnate il 18 ottobre dello stesso anno dallo scrittore Camille Doucet, segretario perpetuo dell'Académie française.
Scrisse anche delle novelle: Nero e rosa (1887) e L'anima di Piero (1890). Le sue opere successive includono Il crepuscolo (1902), Il mercante di veleni (1903), La conquistatrice (1905), La decima musa (1906). Nel 1902 fu eletto presidente della Société des auteurs et compositeurs dramatiques. Nel 1903 acquistò il castello del Bois-la-Croix (oggi nel comune di Pontault-Combault, dipartimento di Senna e Marna, nella regione dell'Île-de-France): un commerciante di vino di Parigi aveva iniziato la sua costruzione, ma la morte gli impedì di completarlo; la vedova lo vendette al celebre scrittore che terminò i lavori. Durante la prima guerra mondiale scrisse una sorta di resoconto degli avvenimenti di quegli anni, Journal d'un bourgeois de Paris pendant la guerre de 1914 (1918), che fu anche la sua ultima opera.
Sposato con Jeanne Marie Marguerite Schaeffer, ebbe due figli: Léon Ohnet, morto il 2 febbraio 1903 all'età di 24 anni nella città balneare di Amélie-les-Bains, e Claire Ohnet, che nel 1901 sposò l'ingegnere Lucien Morane, direttore della società Morane jeune & Co., nominato cavaliere della Legion d'onore nel 1900 per aver vinto un gran premio all'Esposizione universale. I suoi fratelli, Léon (1885-1918) e Robert (1886-1968) Morane, fondarono nel 1910 con Raymond Saulnier (1881-1964) la famosa compagnia aeronautica Morane-Saulnier.

## Stile

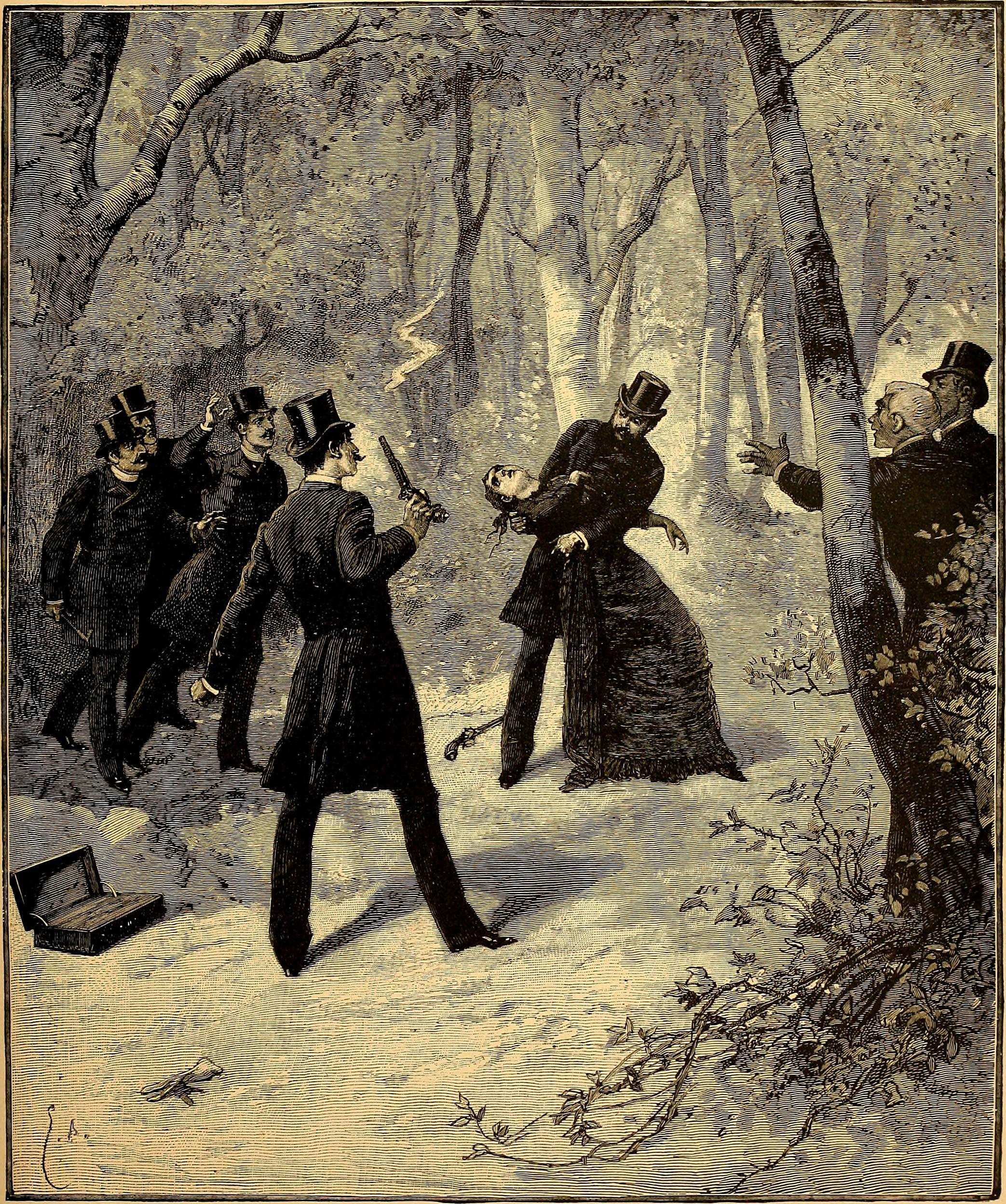
Illustrazione di Émile Bayard, tratta da Il padrone delle ferriere.

Ammiratore di George Sand, Ohnet si oppose energicamente al realismo della letteratura dell'epoca, in particolare al naturalismo francese. I suoi romanzi presentano un carattere semplice e idealistico che, seppur attaccato dai critici come falso e convenzionale (dura la stroncatura di Jules Lemaître del 1885), era molto popolare. Rifiutando il motivo del melodramma romantico e gli eccessi del realismo, Ohnet sceglie invece di esplorare la passione multiforme. L'intelligente comprensione dei desideri del suo pubblico di lettori lo aiutò a creare quello stile appassionato per cui è diventato famoso. Così, il suo lavoro più celebrato, Il padrone delle ferriere, è una storia sentimentale che si svolge in un ambiente borghese, utilizzando la ricetta del romanzo d'appendice (il feuilleton). Nel 1896, la guida Paris-Parisien lo considerava "il romanziere preferito della borghesia".
Spesso il motivo sociale dei suoi scritti sfocia in facile sentimentalismo, come ad esempio in Il padrone delle ferriere (Le maître de forges), dove il protagonista diviene, idealmente, il modello di ogni virtù. "Storiografo" della borghesia francese del XIX secolo, i suoi romanzi sono soprattutto imperniati sul conflitto, a lui contemporaneo, fra l'aristocrazia in declino e le forze borghesi in ascesa nel campo sociale. Non fu certo un artista della forma, né possedette il dono di un proprio stile letterario; d'altro canto, sono innegabili la chiarezza dell'esposizione, lo sviluppo logico delle trame e una vera abilità di costruzione drammatica.

## Opere
L'opera più celebre di Ohnet è stato il romanzo Le maître de forges (Il padrone delle ferriere, 1882). La storia di Claire e di Philippe è diventata immediatamente un successo, trovando ampio consenso tra i lettori di fine Ottocento non solo francesi ma di un po' tutta l'Europa, a partire dalla Spagna, dove fu subito tradotta dalla scrittrice di origine filippina Julia Codorníu.
Anche altre opere di Ohnet ebbero ampio successo: Sergio Panine (1881), La contessa Sara (1883), Lisa Fleuron (1884), Le signore di Croix-Mort (1886), Volontà (1888), Il dottor Rameau (1889) e In fondo al baratro (1899), quest'ultima considerata, insieme a Le maître de forges, una delle sue opere migliori.

### Romanzi

#### CicloLes batailles de la vie(Le battaglie della vita)
- Serge Panine, Parigi, Ollendorff, 1881 (Sergio Panine, Milano, Treves, 1890; La padrona dei mulini, Firenze, Salani, 1895; La signora dei mulini, Firenze, Salani, 1910).
- Le maître de forges, Parigi, Ollendorff, 1882 (Il padrone delle ferriere, Milano, Treves, 1884).
- La comtesse Sarah, Parigi, Ollendorff, 1883 (La contessa Sara, Milano, Treves, 1883).
- Lise Fleuron, Parigi, Ollendorff, 1884 (Lisa Fleuron, Milano, Treves, 1886).
- La grande marnière, Parigi, Ollendorff, 1885 (La grande marniera, Milano, Sonzogno, 1885).
- Les dames de Croix-Mort, Parigi, Ollendorff, 1886 (Le signore di Croix-Mort, Milano, Sonzogno, 1886; Il secondo marito, Firenze, Salani, 1897).
- Volonté, Parigi, Ollendorff, 1888 (Volontà, Milano, Sonzogno, 1889).
- Le docteur Rameau, Parigi, Ollendorff, 1889 (Il dottor Rameau, Milano, Sonzogno, 1889).
- Dernier amour, Parigi, Ollendorff, 1889 (Ultimo amore, Firenze, Salani, 1902).
- L’âme de Pierre, Parigi, Ollendorff, 1890, ed. illustrata da Émile Bayard (L'anima di Piero, Firenze, Salani, 1934).
- Dette de haine, Parigi, Ollendorff, 1891 (Debito d'odio, Milano, Treves, 1893).
- Nemrod et Cie, Parigi, Ollendorff, 1892 (Nemrod e c., Roma, Perino, 1893; Nuovi ricchi, Firenze, Salani, 1902).
- Le lendemain des amours, Parigi, Ollendorff, 1893 (L'indomani degli amori, Milano, Treves, 1896).
- Le droit de l'enfant, Parigi, Ollendorff, 1894 (Il diritto dei figli, trad. it. di Maria Savini, Milano, Treves, 1894).
- La dame en gris, Parigi, Ollendorff, 1895 (La signora vestita di grigio, Milano, Treves, 1896).
- Les vieilles rancunes, Parigi, Ollendorff, 1895, ed. illustrata da Simonaire (Vecchi rancori, trad. it. di Maria Savini, Milano, Treves, 1895).
- L'inutile richesse, Parigi, Ollendorff, 1896 (Ricchezza inutile, Firenze, Salani, 1905).
- Le curé de Favières, Parigi, Ollendorff, 1897 (Il curato di Favières, Milano, Treves, 1898).
- Roi de Paris, Parigi, Ollendorff, 1898 (Il re di Parigi, Milano, Sonzogno, 1899).
- Au fond du gouffre, Parigi, Ollendorff, 1899 (In fondo al baratro, Firenze, Salani, 1904).
- Gens de la noce, Parigi, Ollendorff, 1900 (Gaudenti, Milano, Treves, 1900).
- La ténébreuse, Parigi, Ollendorff, 1901 (La tenebrosa, Milano, La Poligrafica, 1901).
- Le brasseur d'affaires, Parigi, Ollendorff, 1901 (L'affarista, Firenze, Salani, 1931).
- Le crépuscule, Parigi, Ollendorff, 1902 (Il crepuscolo, Milano, Corriere della Sera, 1922).
- La marche à l'amour, Parigi, Ollendorff, 1902 (Verso l'amore, trad. it. di Albertina Palau, Firenze, Salani, 1902).
- Marchand de Poison, Parigi, Ollendorff, 1903 (Il mercante di veleni, Firenze, Salani, 1903).
- Le chemin de la gloire, Parigi, Ollendorff, 1904 (La via della gloria, trad. it. di Giuseppe Dominione, Milano, Sonzogno, 1904).
- La conquérante, Parigi, Ollendorff, 1905 (La conquistatrice, trad. it. di Pio Piucco, Milano, Sonzogno, 1905).
- La dixième muse, Parigi, Ollendorff, 1907 (La decima musa, Firenze, Salani, 1906).
- La Route rouge, Parigi, Ollendorff, 1908.
- Mariage américain, Parigi, Ollendorff, 1908 (Matrimonio americano, Firenze, Quattrini, 1926).

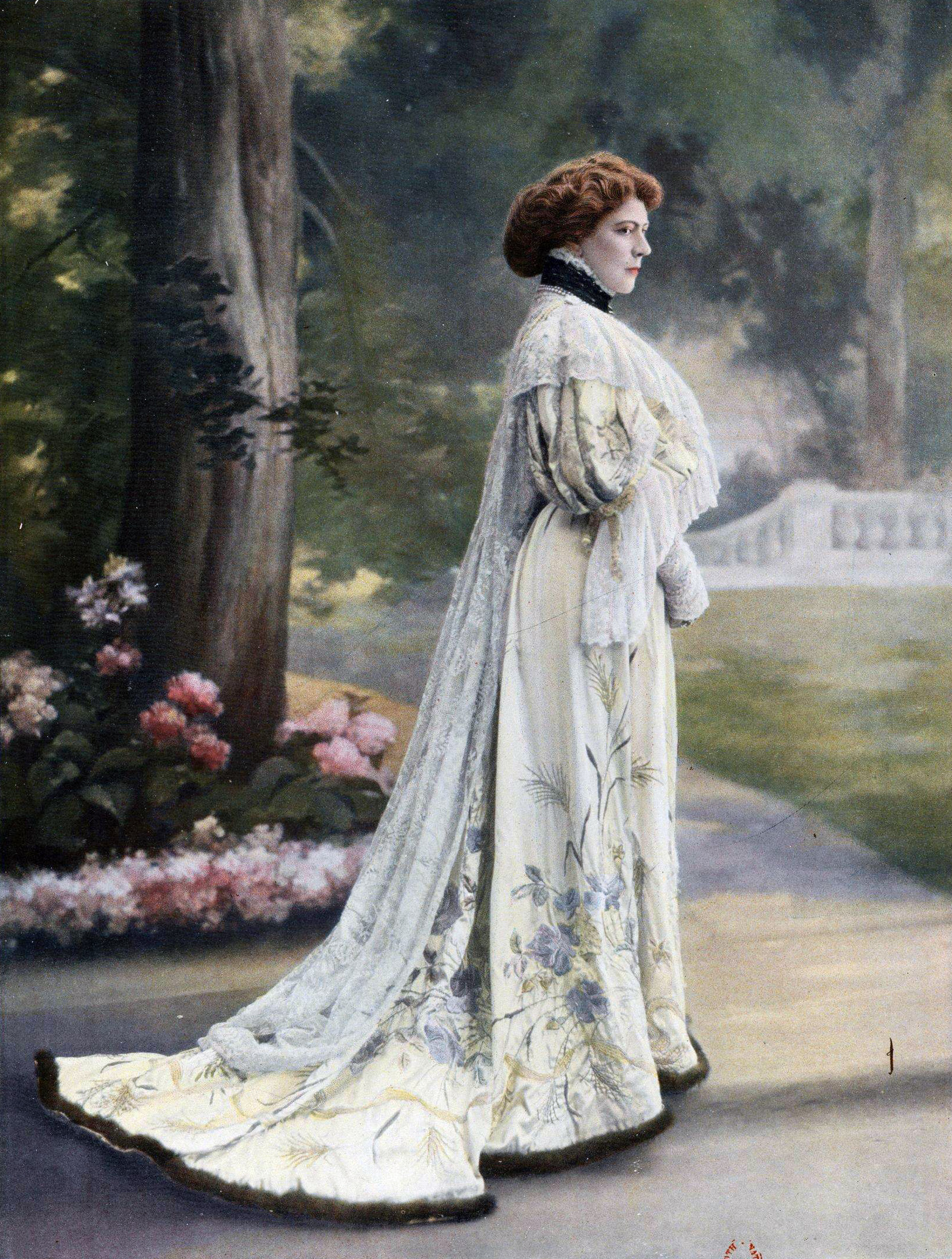
Jane Hading esibisce un abito della casa di moda Redfern in Serge Panine al Théâtre de la Gaîté nel 1906.

- L'aventure de Raymond Dhautel, Parigi, Ollendorff, 1910.
- Le revenant, Parigi, Ollendorff, 1912.
- L'amour commande, Parigi, Ollendorff, 1914 (L'amore comanda, Firenze, Salani, 1914).

#### Altri racconti
- Noir et rose, Parigi, Ollendorff, 1887 (Nero e rosa, trad. it. di Raminga Fondini, Firenze, Salani, 1898).
- La fille du député, Parigi, Ollendorff, 1895 (La figlia del deputato, Firenze, Salani, 1901).
- Le partisan, Parigi, Ollendorff (collana "La légende et l'histoire", "La leggenda e la storia"), 1910.
- Pour tuer Bonaparte, Parigi, Ollendorff (collana "La leggenda e la storia"), 1911 (Per uccidere Napoleone Bonaparte, Firenze, Salani, 1911).
- La serre de l'Aigle, Parigi, Ollendorff (collana "La leggenda e la storia"), 1911 (L'artiglio dell'aquila, Firenze, Salani, 1914).
- Journal d'un bourgeois de Paris pendant la guerre de 1914, Parigi, Ollendorff, 1914-1917 (pubblicato a fascicoli).

#### Le edizioni in Italiano di "Lubrano e Ferrara editori", Napoli - Collana "Il Romanzo per tutti"
- In riva al fiume - Cuori in pena, Napoli, 1909, unica traduzione italiana autorizzata.
- La via della Gloria, Napoli, 1910, su licenza Sonzogno.
- La vittima, Napoli, 19??.
- La conquistatrice, Napoli, 19??, su licenza Sonzogno.
- Eva, Napoli, 19??.
- Milionario, Napoli, 19??, su licenza Sonzogno.

### Teatro
- Regina Sarpi (con Louis Denayrouze), dramma in cinque atti, Parigi, Calmann-Lévy, 1875.
- Marthe, commedia in cinque atti, Parigi, Calmann-Lévy, 1877.
- Serge Panine, recita in cinque atti, Parigi, Albin Michel, 1882 (Sergio Panine, dramma in 5 atti, trad. it. di Ippolito Tito D'Aste, Milano, Libreria Editrice, 1884).

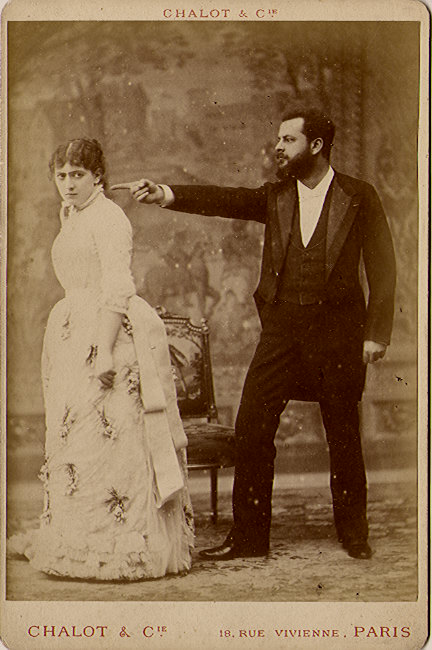
Le maître de forges con Jane Hading e Jacques Damala al Théâtre du Gymnase-Dramatique nel 1883.

- Le maître de forges, recita in quattro atti e cinque quadri, Parigi, Ollendorff, 1884, rappresentata a Parigi, al Théâtre du Gymnase-Dramatique, nel 1883 (Il padrone delle ferriere, dramma in 5 atti, Bologna, Teatro Brunetti, 1884).
- La comtesse Sarah, recita in cinque atti, Parigi, Ollendorff, 1887, rappresentata a Parigi, al Théâtre du Gymnase-Dramatique, il 15 gennaio 1887 (La contessa Sara, dramma in 5 atti, riduzione per le scene italiane di Vittorio Bersezio, Milano, Treves, 1892).
- La grande marnière, dramma in otto quadri, Parigi, Ollendorff, 1888, rappresentata a Parigi, al Théâtre de la Porte Saint-Martin, il 3 aprile 1888 (La gran marniera, dramma in cinque atti, riduzione per le scene italiane di Vittorio Bersezio, Milano, Treves, 1892).
- Dernier amour, recita in quattro atti, Parigi, Ollendorff, 1894.
- Le Colonel Roquebrune, dramma in cinque atti e sei quadri, Parigi, Ollendorff, 1897, rappresentato a Parigi, al Théâtre de la Porte Saint-Martin, il 24 décembre 1896.
- Les Rouges et les Blancs, dramma in cinque atti, Parigi, Ollendorff, 1901, rappresentato a Parigi, al Théâtre de la Porte Saint-Martin, il 26 gennaio 1901.

## Film
- Dal romanzo Serge Panine sono stati tratti i seguenti film:
  - Serge Panine, cortometraggio del 1913 diretto da Henri Pouctal,
  - Serge Panine, cortometraggio del 1915 diretto da Wray Physioc,
  - La vita per la vita (Žisn za Žisn), film muto del 1916 diretto dal regista russo Evgeni Bauer,
  - Serge Panine, film del 1922 diretto da Maurice de Marsan e Charles Maudru,
  - Serge Panine, film del 1938 diretto da Paul Schiller e Charles Méré.
- Nel rifugio, film muto del 1917 diretto dal regista italiano Ubaldo Pittei.[7]

Fotogramma dal film Il padrone delle ferriere del 1919, con Luigi Serventi e Pina Menichelli.

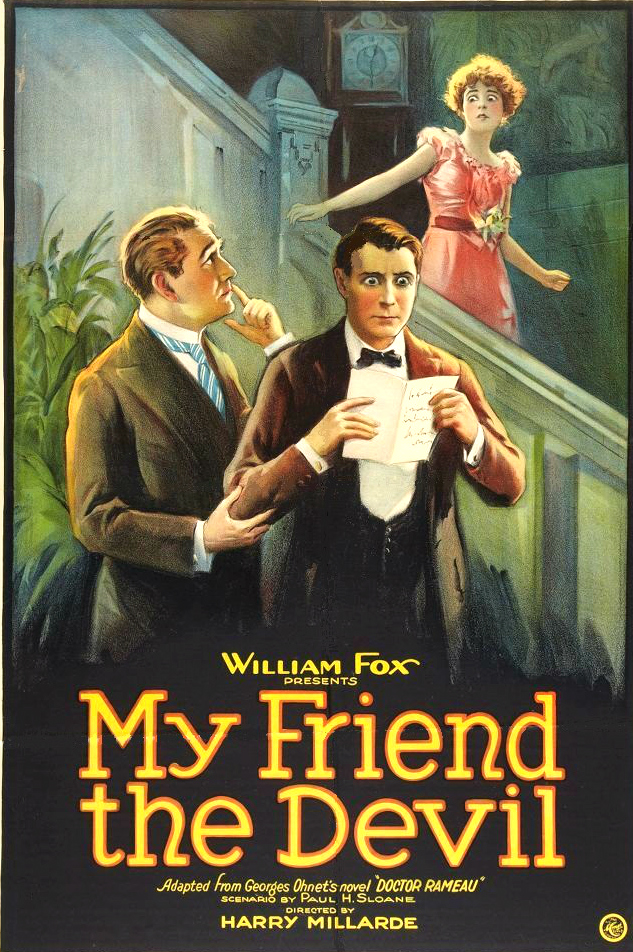
Manifesto del film My Friend the Devil di Harry F. Millarde del 1922.

- Dal romanzo Le maître de forges sono stati tratti i seguenti film:
  - Le maître de forges, film muto francese di Henri Pouctal del 1912,
  - The Ironmaster, film muto americano di Reginald Barker del 1913,
  - Il padrone delle ferriere di Eugenio Perego del 1919,
  - Le maître de forges di Abel Gance e Fernand Rivers del 1933,
  - Le maître de forges di Fernand Rivers del 1948,
  - Il padrone delle ferriere di Anton Giulio Majano del 1959;
  - dallo stesso romanzo è stato tratto anche un radiodramma RAI, nel 1969.
- Dal romanzo La grande marnière sono stati tratti i seguenti film:
  - La grande marniera di Gero Zambuto del 1920,
  - La grande marnière di Jean de Marguenat del 1943.
- Dal romanzo Le docteur Rameau è stato tratto il film My Friend the Devil di Harry F. Millarde del 1922.